# 西所村
西所村（さいしょむら）は、かつて新潟県南蒲原郡にあった村。

## 沿革
- 1889年（明治22年）4月1日 - 町村制施行に伴い南蒲原郡中西村、六所村、西高山新田が合併し、西所村が発足。
- 1901年（明治34年）11月1日 - 南蒲原郡中之島村、神通村、中通村、中野村、中条村、信条村、三沼村と合併し、中之島村を新設して消滅。